# Bupropion
Bupropion (Wellbutrin, Zyban), koji je svojevremeno bio poznat kao amfebutamon, je atipičan antidepresant i sredstvo ostavljanje pušenja. On deluje kao inhibitor norepinefrin i dopamin reapsorpcije (NDRI), kao i nikotinski antagonist α3β4-nikotinskog receptora. Bupropion pripada hemijskoj klasi aminoketona i sličan je po strukturi stimulatorima katinonu i dietilpropionu, i uopšte fenetilaminima.
Ovaj lek je prvobitno istraživan i prodavan kao antidepresant. Naknadno je za bupropion nađeno da je efektivan kao pomoćno sredstvo kod ostavljanja pušenja. 2007. godine on je bio četvrti najviše prepisivani antidepresant na SAD tržištu, sa 20.184 miliona prodajnih recepata.
Bupropion snižava prag epileptičkih napada i njegov potencijal da uzrokuje napade je bio široko publikovan. Međutim, u okviru preporučenih doza rizik od epileptičkih napada je uporediv sa onim što je zapaženo kod drugih antidepresanta. Bupropion je efektivan antidepresant sam po sebi, ali je on posebno popularan kao dodatna medikacija u slučajevima nepotpunog dejstva antidepresanata prive linije, selektivnih inhibitora serotonin apsorpcije (SSRI). U kontrastu sa mnogim drugim antidepresantima, bupropion ne uzrokuje gojenje, ili seksualnu disfunkciju.

## Istorija
Bupropion je pronašao Nariman Mehta iz kompanije Burroughs Wellcome (sad GlaksoSmitKlajn) 1969. godine, i US patent je odobren1974. FDA je odobrila upotrebu ovog leka kao antidepresant 30. decembra 1985. i on prodavan pod imenom . Međutim, značajna pojava epileptičkih napada pri primeni originalno preporučenog doziranja (400–600 mg) prouzrokovala je povlačenje leka sa tržišta 1986. Naknadno je ustanovljeno da je rizik od napada jako zavistan od doze, i bupropion je vraćen u prodaju 1989. sa maksimalnom preporučenom dozom od 450 mg/dan.
FDA je 1996. godine dozvolila upotrebu formulacije bupropiona sa trajnim oslobađanjem pod imenom Wellbutrin SR, koji se treba uzimati dva puta dnevno (za razliku od Wellbutrin formulacije sa neposrednim oslobađanjem koja sa uzima tri puta dnevno). 2003. je FDA odobrila upotrebu još jedne formulacije sa trajnim-oslobađanjem pod imenom Wellbutrin XL, koja je namenjena za jednodnevno doziranje. Wellbutrin SR i XL su dostupne kao generici u SADu, dok u Kanadi samo SR formulacije je dostupna kao generik. 1997, bupropion odobren od strane FDA za upotrebu kao sredstvo koje pomaže ostavljanje pušenja po imenom . 2006. godine, Wellbutrin XL je odobren za liječenje  sezonskog aftektivnog poremećaja.

## Terapeutska upotreba

### Depresija
Placebo-kontrolisana duplo-slepa klinička ispitivanja su potvrdila efikasnost bupropiona za kliničku depresiju. Komparativne kliničke studije su demonstrirale ekvivalentnost bupropiona i sertralina (Zoloft), fluoksetina (Prozac), paroksetina (Paxil) i escitaloprama kao antidepresiva. Signifikantno viša stopa remisije kod bupropion tretmana nego kod venlafaksina (Effexor) je primećena u jednoj nedavnoj studiji. Za razliku od drugih antidepresanta, izuzev mirtazapina (Remeron), maprotilina (Ludiomil) i tianeptina (Stablon), bupropion ne uzrokuje seksualnu disfunkciju, i pojava seksualnih nuspojava se ne razlikuje od placeba. Tretman bupropionom nije asociran sa uvećanjem telesne težine; naprotiv, na kraju svake studije poređenje bupropiona sa placebom i drugim antidepresantima pokazuje da bupropion grupa ima nižu prosečnu težinom. Bupropion is more effective than SSRIs at improving symptoms of hypersomnia and fatigue in depressed patients. U komparativnoj meta-analizi, nađeno je da postoji skromna prednost u korišćenju SSRI lekova u poređenju sa bupropionom u tretmanu depresije sa strepnjom, dok su te medikacije ekvivalentne u tretmanu depresije sa umerenom ili neznatnom strepnjom,
Na osnovu nekoliko anketa, augmentacija prepisanih SSRI sa bupropionom je prvenstveno korišćena strategija kliničkog osoblja u slučajevima kad pacijent ne reaguje na SSRI. Na primer, kombinacija bupropiona i citaloprama (Celexa) je primećena da je efektivnija nego prelazak na drugi antidepresiv. Dodatak bupropiona SSRI tretmanima (prvenstveno fluoksetinu i sertralinu) je rezultovao u značajnom poboljšanju od 70-80% kod pacijenata kod kojih su antidepresivi prive-linije imali nepotpunu dejstvo. 
Bupropion je poboljšao rangiranje "energije", čiji nivo opada pod uticajem SSRI; isto tako je primećena su poboljšanja raspoloženja i motivacije, i donekle poboljšanje spoznajnih i seksualnih funkcija. Rangovi kvalitet sna i strepnja su u većini slučajeva ostali nepromenjeni. U STAR*D studiji, pacijenti na koje nije delova citalopram (Celexa) su randomno određeni da prime bupropion ili buspiron (Buspar) augmentaciju. Približno 30% tretiranih u obe grupe je iskusilo remisiju. Međutim, bupropion augmentacija je proizvela bolje rezultate po osnovi samo-rangiranja pacijenata i bila je mnogo bolje tolerisana. Autori su primetili da "ovi nalazi konsistentno ukazuju na povoljnije dejstvo bupropion sa produženim dejstvom nego buspiron augmentacije citalopramom." Ta ista studija je indicirala mogućnost povećane stope remisije kad se onima na koje citalopram ne deluju daje bupropion augmentacija umesto prelaska na bupropion (30% vs. 20%).

### Ostavljanje Pušenja
Bupropion reducira jačinu nikotinske zavisnosti, i simptome apstinentske krize.
Nakon sedmo-nedeljnog tretmana, 27% tretiranih koji su primali bupropion su izjavili da nemaju više problem sa željom za pušenjem, u poređenju sa 56% onih koji su dobijali placebo. U istoj studiji, 21% is bupropion grupe je prijavilo promene raspoloženja, u poređenju sa 32% placebo grupe. Bupropion tretman traje sedam do dvanaest nedelja, sa pacijentovim prestankom korišćenja duvana oko deset dana nakon početka tretmana. Efikasnost bupropiona je slična kao kod terapije zamene nikotina. Bupropion približno udvostručava šanse uspešnog prestanka pušenja nakon tri meseca. Godinu dana nakon tretmana šanse održavanja nepušačkog stanja su još uvek 1.5 puta veće u bupropion grupi nego u placebo grupi. Kombinacija bupropiona i nikotina ne izgleda da dalje povećava stopu ostavljanja. U direktnom poređenju, vareniclin (Chantix) je pokazao superiornu efikasnost: posle jedne godine, stope neprekidne apstinencije je bila 10% za placebo, 15% za bupropion, i 23% za vareniclin. Bupropion usporava sticanje telesne težine koja se često dešava u toku prvih nedelja nakon prestanka pušenja (nakon sedam nedelja, placebo grupa je imala u proseku 2.7 kg porast težine, u poređenju sa 1.5 kg za bupropion grupu). Sa vremenom, međutim, ovaj efekat postaje zanemarljiv (posle 26 nedelja, obe grupe su imale u proseku 4.8 kg porasta težine).

### Seksualna disfunkcija
Bupropion je jedan of malobrojnih antidepresiva koji ne uzrokuju seksualnu disfunkciju. Na osnovu ankete psihijatara, on je izabrani lek za tretman SSRI-uzrokovane seksualne disfunkcije, mada to nije FDA-odobrena indikacija. Trideset-šest procenata psihijatara preferira prelaz pacijenata sa SSRI-uzrokovanom seksualnom disfunkcijom na bupropion, i 43 procenata je izabralo augmentaciju trenutne medikacije sa bupropionom. Postoje studije koje demonstriraju efikasnost oba pristupa; poboljšanje komponenata želje i orgazma seksualne funkcije su najčešće primećene. Kod augmentacionog pristupa, dodatak od najmanje 200 mg/dan bupropiona u SSRI tretman može biti neophodan da bi se postiglo poboljšanje jer dodatak od 150 mg/dan bupropiona ne proizvodi statistički značajnu razliku od placeba.
Nekoliko studija su indicirale da bupropion isto tako pomaže kod seksualne disfunkcije ljudi koji ne boluju od depresije. U duplo-slepoj studiji mešanog-pola, 63% subjekata na 12-nedeljnom tretmanu bupropionom su rangirali svoje stanje kao poboljšano ili veoma poboljšano, u poređenju sa 3% subjekata na placebu. Dve studije, jedna od kojih je bila placebo-kontrolisana, su demonstrirale efikasnost bupropiona kod žena sa hipoaktivnom seksualnom željom, proizvodeći signifikantno poboljšanje nadraženja, orgazma i sveukupnog zadovoljstva. Bupropion je isto pokazao obećavajuće znake u tretmanu seksualne disfunkcije prouzrokovane hemoterapijom raka dojke i za orgazmičku disfunkciju. Kao i kod tretmana SSRI-indukovanih seksualnih poremećaja,veće doze of bupropiona (300 mg) mogu biti neophodne: randomizovana studija koristeći niže doze (150 mg) nije ustanovila značajnu razliku između bupropiona, seksualne terapije ili kombinovanog tretmana. Bupropion nema nepoželjnih efekata na seksualno funkcionisanje zdravih ljudi.

### Gojaznost
Nedavna metaanaliza preparata za lečenje gojaznosti je sumirala rezultate tri dvostruko-slepa, placebo-kontrolisana ispitivanja bupropiona. Ona je potvrdila efikasnost bupropiona u dozama 400 mg na dan za tretman gojaznosti. U toku perioda od 6 do 12 meseci, gubitak težine u bupropion grupi (4.4 kg) je bio signifikantno veći nego u placebo grupi (1.7 kg). Ista analiza je ustanovila da su razlike u gubitku težine između bupropiona i drugih afirmisanih medikacija za mršavljenje, kao što su sibutramin, orlistat i dietilpropion statistički insignifikantne. Studije kombinacija bupropiona i zonisamida (Empatic), i bupropiona i naltreksona (Contrave) u smanjenju gojaznosti su u toku.

### Hiperkinetički poremećaj
Mada hiperkinetički poremećaj (ADHD) nije odobrena indikacija, nađeno je da je bupropion efektivan kod ADHD odraslih osoba. Bilo je mnogo pozitivnih studija pojedinačnih slučajeva i drugih nekontrolisanih kliničkih studija bupropiona za ADHD kod dece. Međutim, u najvećoj duplo-slepoj studiji sprovedenoj do današnjeg vremena, koju je izveo GlaxoSmithKline, rezulti su dvosmisleni. Agresija i hiperaktivnost po rangiranju dečjih nastavnika su bili značajno poboljšani u poređenju sa placebom; u kontrastu s tim, roditelji i kliničko osoblje nisu mogli da naprave razliku između efekata bupropiona i placeba. 2007. preporuka za ADHD tretman od Američke Akademije za Dečju i Adolescensku Psihijatriju napominje da je evidencija za bupropion "daleko slabija" nego za FDA-odobrene tretmane. Njegov efekat može da bude "značajno slabiji od odobrenih medikamenata... Tako da je razborito za kliničko osoblje da preporuči istraživanje terapije ponašanja u ovoj tački, pre nego što se pristupi ovim agentima druge-linije." Slično, 2006. preporuka Teksas departmana za državnu zdravstvenu službu preporučuje razmatranje bupropiona ili tricikličnih antidepresiva kao četvrta-linija tretmana nakon pokušavanja dva različita stimulanta i atomoksetina (Strattera).
Studija profilaktičkog bupropiona za prevenciju pušenja među tinejdžerima sa ADHD proizvela je neočekivane rezultate. Tinejdžeri koji su koristili bupropion su bili dva puta skloniji (što je blizo statističke signifikantnosti) da počnu da puše nego tinejdžeri iz placebo grupe. U isto vreme, pod-grupa pacijenata koji su uzimali stimulante dodatno sa bupropionom ili placebom je imala pet puta manji rizik od iniciranja pušenja.

### Druge upotrebe
Bupropion je odobren od strane FDA za prevenciju sezonskog emotivnog poremećaja (zimske depresije). Na osnovu nekoliko pojedinačnih studija i jedne pilot studije, bupropion snižava nivo inflamatornog medijatora TNF-alfa i može biti koristan kod autoinflamatornih stanja kao što su Kronova bolest i psoriaza.
Za Parkinsonovu bolest adekvatno kontrolisana duplo-slepa ispitivanja bupropiona nisu sprovedena. Jedna mala studija iz 1984. godine sprovedena pod pokrićem proizvođača bupropiona je ustanovila da je dodatak bupropiona carbidopa ili levodopa tretmanima poboljšao Parkinsonove simptome kod deset od dvadeset pacijenata; međutim, nuspojave, posebno mučnina i povraćanje, su bili frekventni. Američka Psihijatrijska Asocijacija napominje da, "ne postoji evidencija u korist bilo kojeg specifičnog antidepresivnog medikamenta sa tačke gledišta terapeutske efikasnosti kod pacijenata sa Parkinsonovom bolešću komplikovanom jačim depresivnim poremećajem".
Postoji poveća nesaglasnost po pitanju da li je korisno dodati antidepresant, uključujući bupropion, u stabilizatore raspoloženja kod pacijenata sa bipolarnom depresijom. Bupropion, slićno drugim antidepresantima, nije efikasan za hronični bol donjeg dela leđa.
Bupropion je isto tako pokazan da ima određenog uspeha u tretiranju generalizovane strepnje kao socijalne strepnje.

## Kontraindikacije
GlaxoSmithKline preporučuje da bupropion ne treba prepisivati osobama sa epilepsijom ili drugim problemima koji snižavaju prag epileptičkih napada, kao što su alkohol ili benzodiazepin obustava, anorexia nervosa, bulimija, ili activni moždani tumori. Treba ga izbegavati kod individua koje koriste MAO inhibitore (MAOI). Kad se prelazi sa MAOI na bupropion, važno je da se dozvoli period ispiranja od oko dve nedelje između medikacija. FDA odobrena etiketa leka preporučuje da se primene mere opreza kad se tretiraju pacijenti sa povredom jetre, ozbiljnih bolesti bubrega, i jake hipertenzije, kao i kod pedijatrijskih pacijenata, adolescenata i mladih odraslih osoba zbog povećanog rizika od samoubistvenih ideja.
Na osnovu retrospektivnih kliničkih serija objavljenih 1993, bupropion tretman može pogoršati tikove kod dece sa ko-dešavajućim ADHD i Touretovim sindromom. Dalja istraživanja ovih nuspojava nisu sprovedena.

## Nuspojave
Epileptički napad je najkontroverznija nuspojava bupropiona, koja je bila odgovorna za njegovo inicijalno povlačenje sa tržišta. Rizik od napada je visoko zavistan od doze: 0,1% kod 100–300 mg bupropiona, 0,4% kod 300–450 mg, i 2% kod 600 mg. U poređenju s tim, zastupljenost prvog neizazvanog napada u generalnoj populaciji je 0.07–0.09%. Rizik od napada drugih antidepresanata je sledeći: 0.1–0,6% za imipramin, u zavisnosti od doze; 0–0,06% za amitriptilin, u zavisnosti od doze; 0,5% za clomipramin; 0,4% ya maprotilin; i 0,2% za fluoksetin i fluvoksamin. Eksperimenti na miševima indiciraju da povećana susceptibilnost na napade je generalna nuspojava hronično korišćenih antidepresanata koji inhibiraju norepinefrin transporter, kao što su imipramin, desipramin i reboksetin. Klinička depresija sama po sebi je primećena da povećava učestalost napada za dva do sedam puta u poređenju sa generalnom populacijom; sa te tačke gledišta, gornje izneti statistički podaci mogu da indiciraju da niske do umerenih doze antidepresanata, uključujući bupropion, magu zapravo da imaju antikonvulzivno dejstvo.

## Sinteza
Bupropion se sintetiše brominacijom 3'-hloropropiofenona, što sledi nukleofilična supstitucija sa t-butilaminom.

## Spoljašnje veze
- Zvanični Wellbutrin Vebsajt
- Lista intrenacionalnih brand imena za bupropion
- Farmakologija, Farmakokinetika, Studije, Metabolizam - Bupropion - Monografije
- NAMI Wellbutrin
- Bupropion članak iz mentalhealth.com Архивирано на веб-сајту  (25. март 2014)

|  | Molimo Vas, obratite pažnju na važno upozorenje u vezi sa temama iz oblasti medicine (zdravlja). |